# خربة العشرة
خربة العشرة قرية سوريّة تتبع إداريّاً لمحافظة حلب منطقة منبج ناحية أبو قلقل، بلغ تعداد سكانها 828 نسمة حسب التعداد السكاني لعام 2004.